# État de Kutch
1147–1948
L'État de Kutch ou de Cutch, également connu comme Royaume de Kutch, est un royaume puis un État princier de l'Inde de 1147 à 1948. Il était centré sur la ville de Bhuj.

## Histoire
C'était jadis un État princier des Indes qui se maintint jusqu'en 1948, et dont les souverains portaient le titre de rao puis de maharao. Cet État fut intégré dans celui de Bombay en 1956, durant la réorganisation des états indiens. Jusqu'alors il constituait une province puis un état à part entière de l'Union Indienne.
Depuis 1960, les territoires de l'État de Kutch sont sous l'administration de l'état du Goujarat, dont ils forment un district (district de Kutch).

### Liste des raos puis maharaos de Kutch de 1786 à 1948
- 1786-1801 Prithvirasinhji (en)(+1801)
- 1801-1813 Rayadhanji III (en) (1763-1813) 2e règne
- 1813-1819 Bharmuldji II (en) (1798-1846)
- 1819-1860 Daisaldji II (en) (1814-1860)
- 1860-1875 Pragmuldji II (en) (1839-1875)
- 1875-1942 Khengardji III (en) (1866-1942)
- 1942-1948 Vijayaridji (en) (1885-1948)
- 1948 Madanasinhji (en) (1909-1991)

#### Maharaos
- 1948-1991 Madanasinhji (en) (1909-1991)
- 1991-2021 Pragmulji III (en) (1936-2021)
- Depuis 2021 Hanvantsinji